# 社會學 (期刊)
《社會學》（Sociology）是一份1967年起出版的英國社會學學術期刊，由英國社會學會（British Sociological Association）發行、SAGE Publications出版，現任主編群包括卡迪夫大學的社會科學教授亞曼達·考非（Amanda Coffey）、莎莉·鮑爾（Sally Power）、湯姆·霍爾（Tom Hall）與亞曼達·羅賓森（ Amanda Robinson）。該期刊自命為「同領域中期刊的領導者」與「英國最早的社會學期刊」，認為自己展現了「英國社會學成果中最傑出的部份」。在它創辦後不久，便取代《英國社會學期刊》成為英國社會學會的機關刊物。
《社會學》原由劍橋大學出版社出版，自2002年起改由SAGE Publications出版。

## 外部連結
- 《社會學》在出版社官網上的介紹 （页面存档备份，存于） （英文）